# Saint-Martial (Gironde)
Saint-Martial (gaskognisch: Sent Marçau) ist eine französische Gemeinde mit 238 Einwohnern (Stand: 1. Januar 2022) im Département Gironde in der Region Nouvelle-Aquitaine (vor 2016 Aquitaine). Sie gehört zum Arrondissement Langon und zum Kanton L’Entre-deux-Mers. 

## Geographie
Die Gemeinde Saint-Martial liegt 15 Kilometer nordöstlich von Langon im Weinbaugebiet Entre deux mers. Westlich und nördlich der Gemeinde liegt Mourens, nördlich Gornac, östlich Saint-Laurent-du-Bois, südöstlich Sainte-Foy-la-Longue, südlich Saint-André-du-Bois sowie südwestlich Saint-Germain-de-Grave.

## Bevölkerungsentwicklung
| Jahr                       | 1962 | 1968 | 1975 | 1982 | 1990 | 1999 | 2008 | 2020 |
| Einwohner                  | 255  | 246  | 194  | 164  | 167  | 170  | 197  | 238  |
| Quellen: Cassini und INSEE |      |      |      |      |      |      |      |      |

## Sehenswürdigkeiten
- Kirche Saint-Martial aus dem 12. Jahrhundert, seit 1925 Monument historique, mit Glocke (Monument historique)

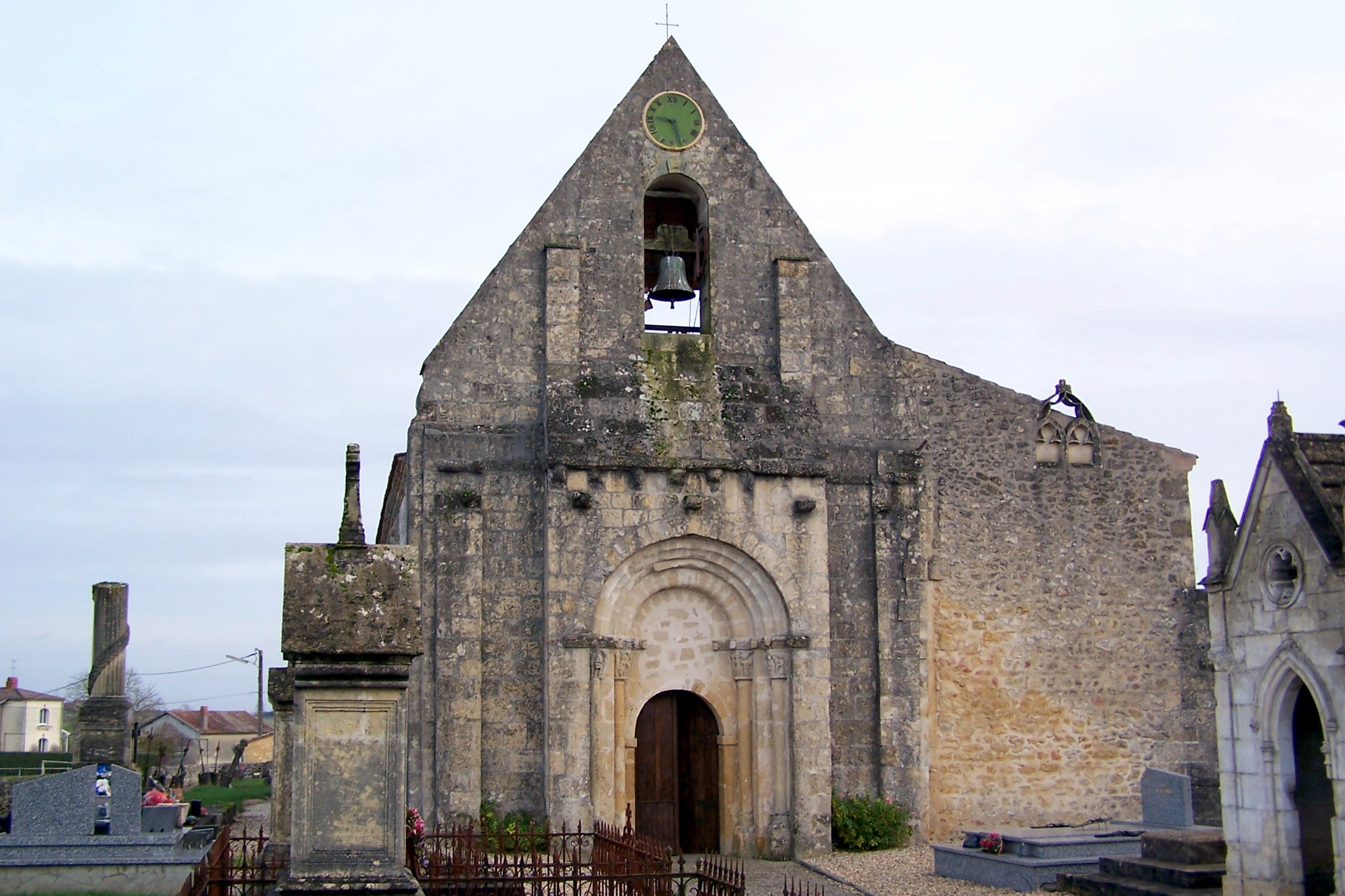
Kirche Saint-Martial
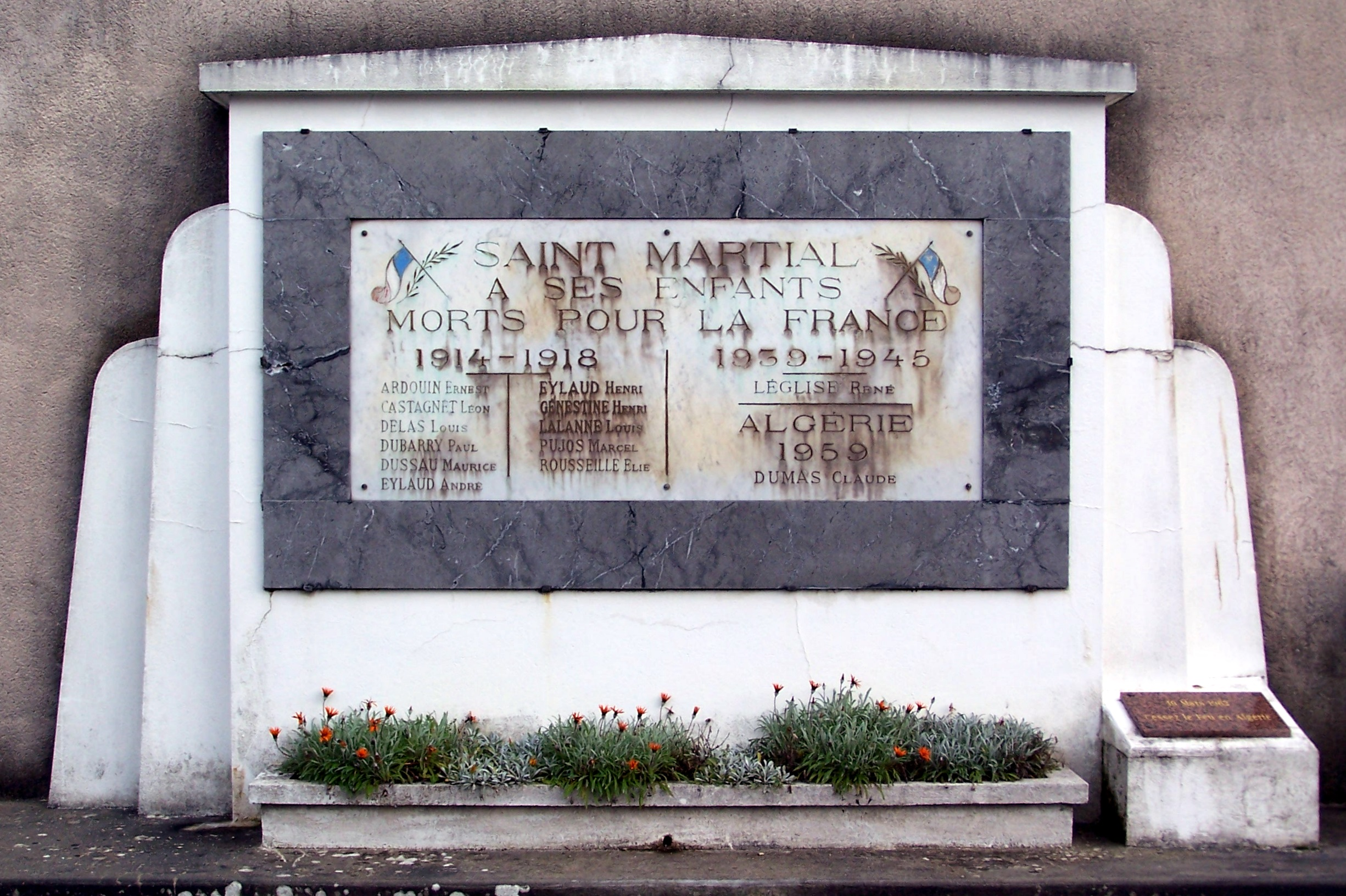
Gefallenendenkmal